# Saluaga
Saluaga, o Satanaxio oppure Satanazes od ancora Santana, è un'isola leggendaria localizzata nell'Oceano Atlantico occidentale, che sarebbe stata situata vicino alla più conosciuta Antilia.

## Etimologia
Il nome dell'isola deriverebbe da Satana, data la sua contrapposizione ad Antilia, sede della controparte occidentale del Paradiso Terrestre che solitamente era posizionato sia geograficamente che simbolicamente ad oriente.

## Storia
La sua leggenda è legata strettamente alla fantomatica Antilia, sede di sette città abitate da cristiani fuggiti dalla penisola iberica dopo l'invasione iniziata nel 711 da parte degli Arabi.
L'isola fu anche sovrapposta e confusa con un'altra isola leggendaria, l'isola dei Demoni, posizionata però generalmente presso l'isola di Terranova.

## Geografia e cartografia

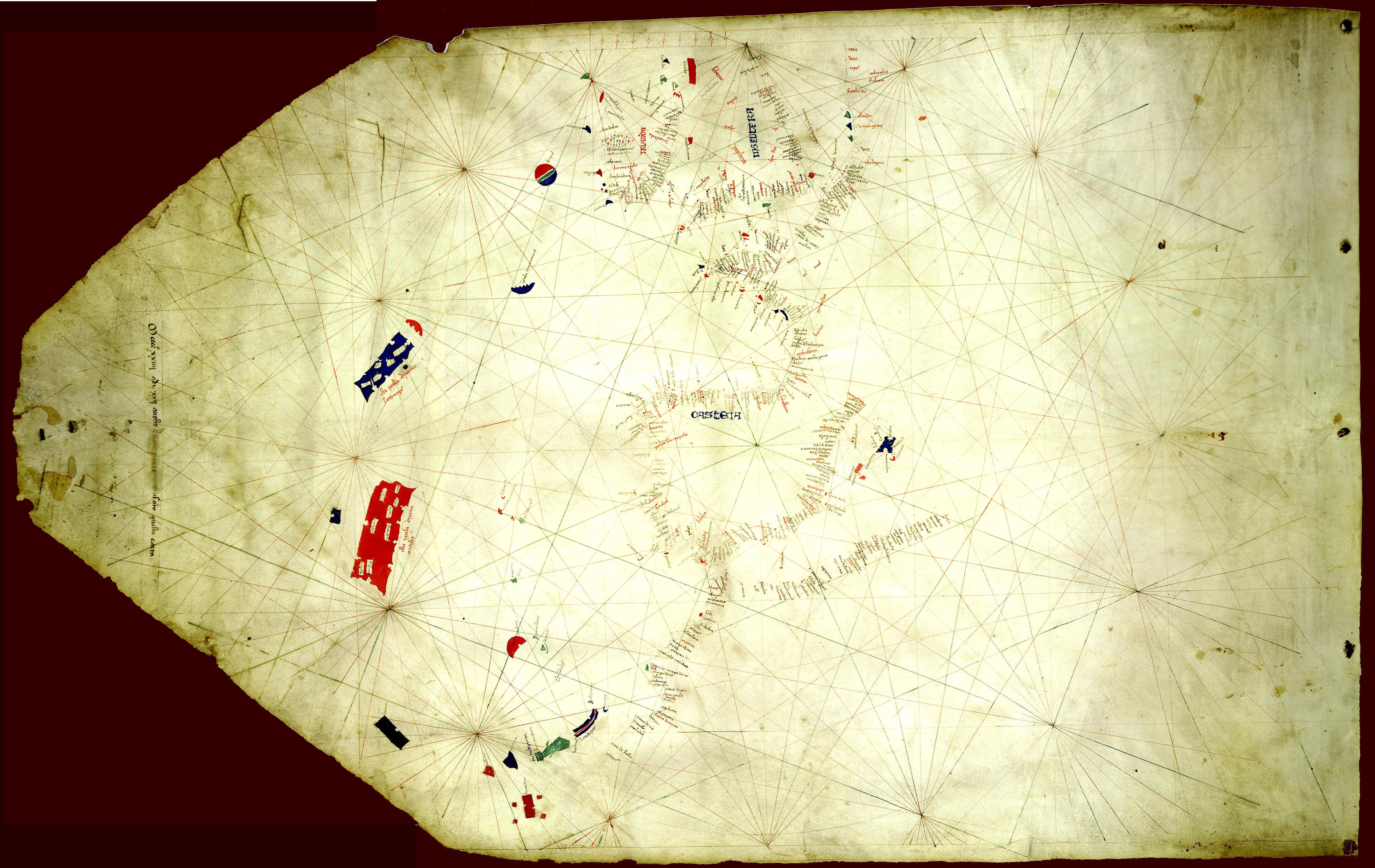
Carta di Pizzigano, 1424

L'isola, situata nei pressi delle Azzorre, appare sulle carte a nord della poco più grande Antilia, separata da uno stretto piuttosto ampio, e la sua forma è rettangolare ed orientata in direzione nord-sud. A nord dell'isola vi sarebbe stata l'isola di Taumar. Sulla mappa di Grazioso Benincasa sono presenti sei baie, tre per ogni costa più lunga, tutte equidistanti, caratteristica che condivide con Antilia.
Utilizzando come riferimento la carta del Benincasa la latitudine di Saluaga sarebbe tra i 41°00'N e 44°30'N.
L'isola appare per la prima volta nel 1424 in una carta nautica di Pizzigano, nel 1435 nella carta di Battista Becario, nel 1436 in quella di Andrea Bianco e nel XVI secolo nelle mappe di Abraham Ortelius.